# Мартольо, Нино
Ни́но Марто́льо (итал. Nino Martoglio), или Ни́ну Марто́лью (сиц. Ninu Martogliu; 3 декабря 1870 года, Бельпассо, Итальянское королевство — 15 сентября 1921 года, Катания, Итальянское королевство) — итальянский и сицилийский поэт, драматург, журналист, сценарист и режиссёр театра и кино. Наряду с Луиджи Пиранделло является основателем сицилийского национального драматического театра. Характерной чертой всех работ Нино Мартольо является реализм в описании природы и контраста между богатством и бедностью в обществе конца XIX — начала XX века. Многие его произведения были экранизированы.
Имя Нино Мартольо носят улицы в Риме, Катании и во многих других городах Италии, школа в Сиракузе, школа и театр в Бельпассо, театральная культурная ассоциация и премия за поэзию на сицилийском языке.

## Биография
Нино Мартольо родился в Бельпассо, в провинции Катания на Сицилии 3 декабря 1870 года. Отец его, Луиджи Мартольо, был журналистом и участником Рисорджименто. Мать, Винченца, урождённая Дзаппала-Арадас, была учительницей в начальной школе. Будущий поэт и драматург с самого детства отличался резвым и независимым характером. Закончив классическую техническую гимназию, в возрасте четырнадцати лет, он отправился в дальнее плавание юнгой на корабле под началом дяди-капитана. К девятнадцати годам, совершив четыре дальних плавания и получив патент капитана, оставил море.
Вернувшись в Катанию, некоторое время работал в редакции журнала «Катанская газета» (итал. Gazzetta di Catania), принадлежавшим его родителям. Затем продолжил издание сатирического и юмористического еженедельника на сицилийском языке «Д’Артаньян» (итал. D’Artagnan), основанном и заброшенном его братом, Джованни Мартольо. Первые два номера вышли 20 и 27 апреля 1889 года. Регулярные публикации возобновились с 3 сентября 1893 года и продолжались до 1 мая 1904 года. Главными читателями еженедельника были бедные горожане, чьи права отстаивались Нино Мартольо, высмеивавшим на страницах издания пороки современного общества, за что ему неоднократно угрожали и требовали сатисфакции.
В 1901 году он основал Сицилийское драматическое агентство, целью которого было создание национального театра на сицилийском языке. В агентство вошли актёры Джованни Грассо, Вирджиния Балистрьери, Джачинта Пеццана и Тото Майорана. В апреле 1903 года, собранная им, первая труппа с успехом дебютировала в Милане. Следом дебютировали труппы — вторая в апреле 1904 года в Палермо и третья в декабре 1907 года в Модене. Художественным руководителем последней был Анджело Муско, с которым у Нино Мартольо установились плодотворные творческие отношения. Сицилийское драматическое агентство прекратило существование в марте 1908 года.
В 1902 году Нино Мартольо был избран советником администрации коммуны, но спустя два года, из-за разногласий с местными социалистами, подал в отставку. В 1904 году он покинул Катанию и переехал в Рим, где в октябре следующего года женился на Эльвире Скьявацци, сестре известного тенора Пьеро Скьявацци. В этом браке родились четверо детей — Луиджи-Марко, Бруно, Личия и Мария. В 1910 году в Риме Нино Мартольо основал театр Минимо, на сцене которого поставил несколько одноактных пьес итальянских и зарубежных драматургов. Здесь же им были поставлены ранние пьесы земляка Луиджи Пиранделло. В это время он активно сотрудничал с популярными итальянскими журналами и газетами, такими, как «Nuova Antologia» и «Corriere della Sera», для которых им было написано более двухсот статей.
В 1913 году написал несколько сценариев для студии «Чинес». В том же году, вместе с Роберто Данези, основал в Риме студию «Моргана Фильм», в которой работал художественным руководителем, сценаристом и режиссёром. После смерти Роберто Данези, погибшего на фронте во время Первой мировой войны, оставил кино и вернулся в театр. В декабре 1918 года основал Средиземноморское театральное общество, просуществовавшее до 1920 года. Нино Мартольо трагически погиб 15 сентября 1921 года, упав в шахту лифта в больнице Виктора Эммануила в Катании, куда он пришёл навестить больного сына. По мнению некоторых исследователей его жизни и творчества, это было преднамеренное убийство за сатирические произведения поэта и драматурга.

## Творческий путь
Творческий путь Нино Мартольо начался со стихов, опубликованных в 1890 году в еженедельнике «Д’Артаньян», в котором были опубликованы все его поэтические произведения. На раннее творчество молодого поэта значительное влияние оказала поэзия Джузеппе Боррелло и Франческо Риццотто. Впоследствии большая часть стихов Нино Мартольо вошла в сборник «Сотница» (сиц. Centona). Они получили высокую оценку его современника Джозуэ Кардуччи, который отметил их реализм в описании природы Сицилии.
Самыми известными из комедий писателя, написанных им во время работы в Сицилийском драматическом обществе, стали «Казнь святого Иоанна» (итал. San Giovanni decollato) и «Воздух континента» (итал.  L'aria del continente).
Им был снят фильм «Потерянный в темноте» (итал. Sperduti nel buio) по пьесе Роберто Бракко, ставший первой реалистичной картиной итальянского кинематографа. В отличие от большинства современников-интеллектуалов, Нино Мартольо рано понял потенциал нового вида искусства.

## Критика
Мартольо для Сицилии, тоже, что Ди Джакомо и Руссо для Неаполя, Паскарелла и Трилусса для Рима, Фучини для Тосканы, Сельватико и Барбарини для Венето: родные голоса, говорящие о родной земле так, как сказала бы она сама и никак иначе, с ароматом и теплом, воздухом, дыханием и запахом, которыми по-настоящему живём и наслаждаемся, и освещаемся, и светим, и дышим, и пульсируем только на ней и нигде больше. Оригинальный текст (итал.)Martoglio è per la Sicilia quello che Di Giacomo e il Russo per Napoli, il Pascarella e il Trilussa per Roma, il Fucini per la Toscana, il Selvatico e il Barbarini per il Veneto: voci native che dicono cose della loro terra, come la loro terra vuole che siano dette per essere quelle e non altri, con il sapore e il calore, l'aria, l'alito e l'odore con cui viviamo veramente e si gustano e si illuminano e respirano e palpitano lì soltanto e non altrove.— Итальянский писатель и драматург Луиджи Пиранделло